# Sahadeva
Sahadeva (en sanskrit सहदेव, sahadéva, "mille dieux") est un héros de la mythologie hindoue qui apparaît principalement dans l'épopée indienne ancienne du Mahabharata. Il est l'un des cinq frères Pandava et le frère jumeau de Nakula. Tous deux sont les fils de Madri deuxième épouse de Pandu, et des Ashvins, les dieux jumeaux.

## Dans leMahabharata
Madri, deuxième épouse de Kunti, est comme elle privée de rapports sexuels avec son mari le roi Pandu, car ce dernier a accidentellement blessé un sage qui l'a maudit en le condamnant à mourir lors de son prochain rapport sexuel. Pour donner tout de même des enfants à Pandu, Kunti utilise un mantra que lui a donné un sage et qui lui permet d'invoquer n'importe quelle divinité. Elle invoque ainsi trois dieux et s'unit avec eux, ce qui donne les trois premiers des cinq frères Pandava. Kunti prêt alors son mantra à Madri afin qu'elle puisse à son tour donner des enfants à Pandu. Madri invoque alors les Ashvins et s'unit à eux : ils lui donnent deux fils, Nakula et Sahadeva. Sahadeva est le second des jumeaux à naître, ce qui fait de lui le plus jeune des cinq Pandava.